# Laura Campos

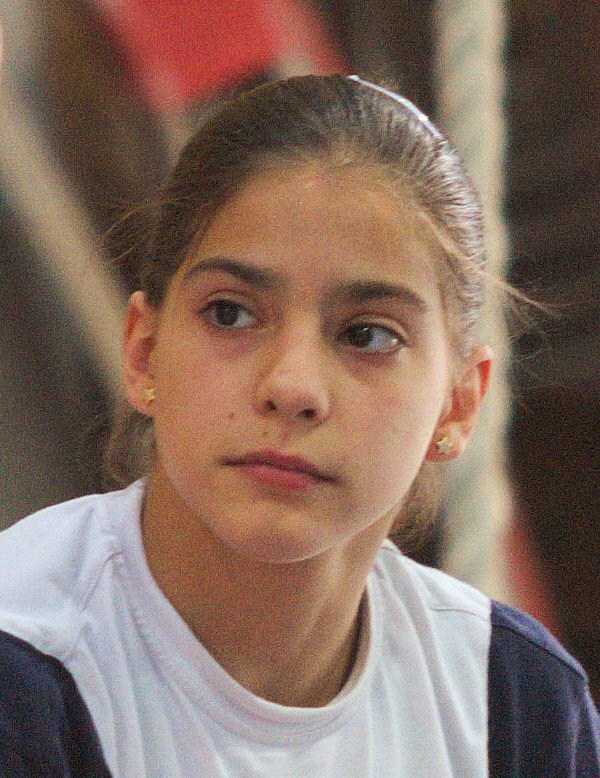
Laura Campos im September 2004

Laura Campos Prieto (* 13. September 1988 in Mérida) ist eine ehemalige spanische Turnerin.
Campos, die für den Verein Club EDM Mérida startet, begann im Alter von fünf Jahren mit Ballett und mit sieben Jahren mit dem Turnen. 2003 wurde sie spanische Junioren-Meisterin. International startete sie erstmals bei den Olympischen Sommerspielen 2004 in Athen. Dabei schied sie jedoch in allen Disziplinen bereits in der Qualifikation mit hinteren Platzierungen aus. Bei den Turn-Weltmeisterschaften 2006 in Aarhus erreichte sie im Einzel den 14. Gesamtplatz. Mit dem Team erreichte sie den Gesamtplatz acht. Bei den Turn-Europameisterschaften 2007 in Amsterdam erreichte sie im Einzel den 73. Platz. Im gleichen Jahr erreichte Campos bei den Turn-Weltmeisterschaften 2007 in Stuttgart den 40. Gesamtrang im Einzel und mit dem Team den 15. Platz. Bei den Olympischen Sommerspielen 2008 in Peking kam sie wie bereits 2004 in Athen nicht über hintere Qualifikationsplätze hinaus.